# جیمی داهرتی
جیمی داهرتی (انگلیسی: Jimmy Doherty؛ زادهٔ ۲۴ مهٔ ۱۹۷۵) کشاورز و مجری تلویزیون اهل بریتانیا است.
از برنامه‌های تلویزیونی که وی در آن‌ها نقش داشته‌است، می‌توان به دنیای ناشناختهٔ خوراکی‌ها اشاره نمود.